# Italienischer Springfrosch
Der Italienische Springfrosch (Rana latastei) gehört zur Gattung der Echten Frösche. Zusammen mit ähnlich aussehenden und ebenfalls eher terrestrisch lebenden Arten wie dem Springfrosch, dem Moorfrosch und dem Grasfrosch wird er außerdem unter dem Sammelbegriff „Braunfrösche“ geführt. Die Spezies besiedelt ein relativ eng begrenztes Areal in der norditalienischen Po-Ebene und marginal in angrenzenden Regionen und Ländern.

## Merkmale
Die Kopf-Rumpf-Länge der erwachsenen Tiere erreicht bei Weibchen maximal 7,5 Zentimeter, meistens bleibt die Art aber unter sechs Zentimetern Länge. Der Italienische Springfrosch ist grazil gebaut und verfügt – ähnlich wie der Springfrosch – über auffallend lange Hinterbeine. Bei der sogenannten Fersenprobe (ein Hinterbein wird dabei entlang des Rumpfes nach vorne umgelegt) überragt das Fersengelenk die Kopfspitze bei weitem. Die Schnauze ist weniger stark zugespitzt als beim Springfrosch und in der Seitenansicht etwas abgerundet. Die Grundfärbung der Oberseite reicht von hell beige-braun bis grau-braun, insbesondere Weibchen weisen mitunter eine rötliche Färbung auf. Dazu kann eine schwarze Fleckung vorhanden sein. Unterhalb des braunfroschtypischen, schwarz-braunen Schläfenfleckes und entlang der Oberlippe zieht sich ein helles Band, das bei dieser Art abrupt unterhalb des Auges endet. Auffällig ist auch, dass der Bereich zwischen Auge und Schnauzenspitze dunkler pigmentiert ist. Die Unterseite ist auf weißlichem Grund undeutlich dunkelgrau gefleckt; vor allem auch an der Kehle. Dort fällt zudem eine helle Mittellinie auf, die die Fleckung unterbricht.
Das Trommelfell innerhalb des Schläfenflecks bleibt mit der Hälfte bis zwei Dritteln des Augendurchmessers kleiner als beim Springfrosch und liegt auch nicht ganz so nah hinter dem Auge wie bei diesem. Die sich seitlich über den Rücken ziehenden Drüsenleisten laufen nicht völlig parallel, sondern haben in Höhe der Schultern einen größeren Abstand (Unterschied zum Grasfrosch).
Die im Schnitt etwas kleineren Männchen haben eine eher dunkelrot-bräunlich gefleckte Kehle und weisen kräftigere Vorderbeine als die Weibchen auf. Ihre Oberschenkelinnenseiten sind orange-rötlich gefärbt, die der Weibchen dagegen weißlich. Zur Paarungszeit verfügen Männchen über dunkelbraune Brunstschwielen an den Fingern. Schallblasen haben sie keine, so dass ihre Paarungsrufe nur sehr leise sind. Außerhalb der Fortpflanzungszeit verblassen die Zeichnungselemente oft und die Tiere wirken an Land insgesamt heller. Unterarten sind nicht beschrieben worden.

## Fortpflanzung und Individualentwicklung
Die Laichgewässer werden – nach der Winterruhe – zwischen Mitte Februar und Mitte April aufgesucht. Die Männchen halten sich unter Wasser auf, während sie tagsüber und nachts ihre „miauenden“ Paarungsrufe als langgezogene, feine Einzeltöne äußern. Am Gewässer eintreffende Weibchen werden axillar umklammert. Schließlich kommt es zur Ablage der recht kleinen, kompakten Laichballen in 10 bis 30 cm Wassertiefe, wobei diese oft gruppenweise an submerse Äste geheftet werden. Ein Laichballen enthält zwischen 90 und 900 (1200) oberseits schwarz-braune Eier; ihre Gallerthüllen haben einen Durchmesser von sechs bis sieben Millimetern. Je nach Wassertemperatur dauert es 12 bis 25 Tage bis zum Schlupf der Kaulquappen.
Die Metamorphose der Larven vollzieht sich nach weiteren etwa drei Monaten. Bei ihrem Landgang haben die Jungfrösche eine Länge von knapp 1,5 Zentimetern (als ältere Kaulquappen maßen sie zuvor – mit Ruderschwanz – circa 5 cm Gesamtlänge). Nach ein bis zwei Überwinterungen erreichen sie die Geschlechtsreife – die Männchen in der Regel früher als die Weibchen.

## Lebensraum und Lebensweise
Italienische Springfrösche bewohnen lichte, krautreiche Laubwälder mit hohem Grundwasserstand, beispielsweise Auwälder und Sümpfe, ersatzweise auch feuchte Pappelhaine, Reisfelder und ähnliche Feuchtbiotope. Als Laichgewässer dienen Altwässer, Gräben und Waldtümpel, gelegentlich auch Ruhigwasserstellen in Fließgewässern. Außerhalb der Laichzeit lebt die Art terrestrisch und vorwiegend dämmerungsaktiv. Sie jagt dabei nach Wirbellosen (Insekten, Würmer, Spinnen etc.), während sie selbst unter anderem zur Beute der Ostschermaus werden kann. Daneben ist aber von einem breiten Spektrum weiterer Prädatoren auszugehen (vergleiche beispielsweise im Artikel Grasfrosch). Bei Gefahr flüchten die Tiere mit weiten Sprüngen und drücken sich anschließend an den Boden. Die Überwinterung erfolgt meist in Erdverstecken, die bis zu einem Kilometer vom Laichgewässer entfernt liegen können.

## Verbreitung
Das Verbreitungsgebiet beschränkt sich auf das Tiefland Norditaliens (von Turin ostwärts), den Südzipfel des Schweizer Tessins, den äußersten Westrand Sloweniens sowie die kroatische Halbinsel Istrien. Dabei wurde die Art im ehemaligen Jugoslawien erst 1977 nachgewiesen und im Tessin 1981 nach 75 Jahren „wiederentdeckt“. Die größten Bestandsdichten werden in der nördlichen Po-Ebene erreicht. Die vertikale Verbreitung reicht von Meereshöhe bis zu knapp 500 m NN.
Die Areale von Rana latastei und dem Springfrosch (Rana dalmatina) überschneiden sich teilweise; es kann dabei gelegentlich auch zum gemeinsamen (syntopen) Auftreten in denselben Habitaten kommen. Insgesamt bevorzugt der Italienische Springfrosch aber feuchtere Lebensräume in tieferen Lagen.

## Gefährdung und Schutz
Der Gesamtbestand wird von der IUCN als „VU“ (gefährdet) eingestuft; regional besteht aber teilweise eine noch stärkere Bedrohungssituation für den Italienischen Springfrosch. Ursache sind Lebensraumverluste und -beeinträchtigungen, insbesondere Grundwasserabsenkungen und der Schwund intakter Feuchtwälder, namentlich in der Po-Ebene, in Venetien und in Istrien. Insgesamt ist von etwa 250 rezenten Vorkommen auszugehen, womit der Italienische Springfrosch zu den seltensten Amphibienarten in Europa zählt. Die genetische Diversität soll vor allem in den westlichen Vorkommen eingeschränkt sein, was mit einer größeren Empfindlichkeit gegenüber sich verändernden Umwelteinflüssen einhergehen könnte.
Gesetzlicher Schutzstatus (Auswahl)
- Fauna-Flora-Habitat-Richtlinie (FFH-RL): Anhänge II und IV (streng zu schützende Art / es sind eigens Schutzgebiete auszuweisen)
- Berner Konvention: Anhang II
- Bundesnaturschutzgesetz (BNatSchG): streng geschützt

Nationale Rote Liste-Einstufungen (Auswahl)
- Rote Liste der Schweiz: VU (entspricht: gefährdet)
- Rote Liste der Bundesrepublik Deutschland: (diese Art kommt hier nicht vor)
- Rote Liste Österreichs: (diese Art kommt hier nicht vor)